# Caitiaan
Caitiaan is een fictief buitenaards volk uit het Star Trek-universum, uit de televisieserie Star Trek: The Animated Series.
Caitianen zijn een intelligente katachtige soort van de planeet Cait. Deze planeet is lid van de Verenigde Federatie van Planeten. Caitianen hebben een staart, een oranjebruine tot zwarte vacht en zijn verwant aan de Kzinti. Ze spreken met een zachte, spinnende stem en zijn gemiddeld 160 cm lang. Caitianen hebben een uitstekend gehoor, veel beter dan dat van mensen, waardoor ze in Starfleet vaak als verbindingsofficier dienen. Door hun langharige vacht dragen de kleine kinderen van de Caitianen vaak geen kleren. Volwassenen dragen wel kleding, maar vrijwel nooit schoeisel.
De Caitiaanse luitenant Shiboline M'Ress werkte in 2269 en 2270 als verbindingsofficier op de brug van de USS Enterprise NCC-1701 onder kapitein James T. Kirk. Rond 2286 werkten verschillende Caitianen bij Starfleet.